# Mikhail Katukov
Mikhail Efímovitch Katukov (em russo:  Михаи́л Ефи́мович Катуко́в; Balshoi Uvarovo, 17 de setembro de 1900 - Moscou, 8 de junho de 1976) foi um Marechal da União Soviética que serviu como comandante de tropas blindadas do Exército Vermelho durante e após a Segunda Guerra Mundial.
Katukov é considerado um dos mais talentosos comandantes de blindados soviéticos. Seu mais notável comando durante a Guerra Alemã-Soviética foi o do 1º Exército Blindado da Guarda, que ele comandou durante a Batalha de Kursk, a Operação Bagration, a Operação no Vistula-Oder e a Batalha de Berlim. Ele também comandou a 1ª Brigada de Tanques da Guarda durante a Batalha de Moscou, e o 3º Corpo Mecanizado durante a Operação Marte.

## Juventude
Katukov nasceu em 17 de setembro de 1900 na aldeia de Bolshoe Uvarovo, em Kolomenski Uyezd, na província de Moscou, atualmente no Okrug Oziori Urban do Oblast de Moscou, em uma pobre família camponesa de cinco filhos. Desde tenra idade, trabalhou na fazenda de laticínios do proprietário local. Katukov se formou em uma escola primária rural da região, e em 1912 foi viver com parentes em São Petersburgo, onde trabalhou como mensageiro em uma loja de laticínios e, mais tarde, nas fábricas da cidade. Katukov participou da Revolução de Outubro de 1917, e mais tarde retornou a Bolshoe Uvaravo para cuidar de sua família, após a morte de sua mãe.

## Carreira militar
Katukov entrou no Exército Vermelho como soldado em 1919. Ele serviu durante a Guerra Civil Russa e depois como comandante de uma unidade de tanques. Em 1935 ele graduou-se na Academia Militar de Stalin e, em julho de 1936, foi promovido a capitão. Em outubro de 1938 veio seu primeiro grande comando, na 5ª Brigada de Tanques Leves do 45º Corpo Mecanizado. Ele sobreviveu ao Grade Expurgo.

### A Grande Guerra Patriótica
No início da guerra, ele assumiu o comando da 4ª Brigada de Tanques. Na Batalha de Moscou em 1941, foi a brigada de tanques de Katukov, então parte do 1º Corpo de Infantaria da Guarda, que parou o avanço do Panzergruppe 2 de Heinz Guderian, perto de Tula. Como recompensa por essa conquista, a 4ª Brigada de Tanques foi feita parte da "Guarda" e tornou-se a 1ª Brigada de Tanques da Guarda.
Mais tarde, durante a Operação Marte, em dezembro de 1942, o comando de Katukov conseguiu uma profunda penetração nas linhas alemãs no saliente de Rjev.
Em janeiro de 1943 ele assumiu o comando do 1º Exército de Tanques da Guarda, cargo que ocupou até o fim da guerra.
Na batalha de Kursk, o comando de Katukov foi um dos dois mais duramente atingidos pelo avanço inicial alemão no flanco sul. Através do uso de pontos fixos bem defendidos e posicionados, e do uso criterioso de contra-ataques, Katukov infligiu pesadas baixas nos atacantes alemães, rompendo seu sistema defensivo.
Ele comandou seu exército de tanques na Ofensiva Lvov-Sandomierz, na Ofensiva no Vístula-Oder e na Batalha de Berlim.
Mikhail Katukov recebeu o título de Herói da União Soviética duas vezes (29 de setembro de 1944 e 6 de abril de 1945).

### Pós-guerra
Após a guerra, Katukov tornou-se comandante das forças mecanizadas do Grupo das Forças Soviéticas na Alemanha e, mais tarde, Inspetor Geral do Exército.

## Na cultura popular
No filme de 1970 Patton, Katukov é retratado bebendo com o general Patton para celebrar a vitória mútua de seus exércitos sobre a Alemanha nazista.

## Honras e condecorações
União Soviética
|  | Herói da União Soviética, duas vezes                                                                                 |
|  | Ordem de Lenin, quatro vezes                                                                                         |
|  | Ordem do Estandarte Vermelho, três vezes                                                                             |
|  | Ordem de Suvorov, 1ª classe, duas vezes                                                                              |
|  | Ordem de Kutuzov, 1ª e 2ª Classe                                                                                     |
|  | Ordem de Bogdan Khmelnitski, 1ª classe                                                                               |
|  | Ordem da Estrela Vermelha                                                                                            |
|  | Ordem de Serviço à Pátria nas Forças Armadas da URSS, 3ª classe                                                      |
|  | Medalha "Veterano das Forças Armadas da URSS"                                                                        |
|  | Medalha "Pela Defesa de Moscou"                                                                                      |
|  | Medalha "Pela captura de Berlim"                                                                                     |
|  | Medalha "Pela vitória sobre a Alemanha na Grande Guerra Patriótica 1941-1945"                                        |
|  | Medalha do Jubileu "Vinte Anos da Vitória na Grande Guerra Patriótica 1941-1945"                                     |
|  | Medalha do Jubileu "Trinta Anos de Vitória na Grande Guerra Patriótica 1941-1945"                                    |
|  | Medalha do Jubileu "XX Anos do Exército Vermelho dos Trabalhadores e Camponeses"                                     |
|  | Medalha do Jubileu "30 Anos do Exército e da Marinha Soviética"                                                      |
|  | Medalha do Jubileu "40 anos das Forças Armadas da URSS"                                                              |
|  | Medalha do Jubileu "50 anos das Forças Armadas da URSS"                                                              |
|  | Medalha do Jubileu "Em Comemoração do 100º Aniversário do Nascimento de Vladimir Ilitch Lenin", "Pelo Valor Militar" |

Estrangeiras
|  | Ordem Patriótica do Mérito, em ouro (Alemanha Oriental)  |
|  | Cruz de Grunwald, 2ª classe (Polônia)                    |
|  | Cruz de Cavaleiro da Ordem Virtuti Militari (Polônia)    |
|  | Cruz do Comandante da Ordem Polônia Restituta, (Polônia) |
|  | Medalha "Por Varsóvia 1939-1945" (Polônia)               |
|  | Medalha "Pelo Oder, Neisse e o Báltico" (Polônia)        |
|  | Ordem de Serviços Distintos (Reino Unido)                |
|  | Ordem de Sukhbaatar (Mongólia)                           |
|  | Ordem do Estandarte Vermelho (Mongólia)                  |
|  | Ordem "Por serviço em batalha" (Mongólia)                |